# Елена Лацкова
Мр. Елена Лацкова (словен. Elena Lacková) рођена Докторова (22. март 1921. Велики Шариш – 1. јануар 2003. Кошице) била је словачка списатељка и драматург, аутор лиетратуре за децу и омладину.

## Биографија
Образовање је стекла у Великом Шаришу а касније је 1963. – 1969. ванредно завршила филозофски факултет Карловог универзитета у Прагу. Постала је прва жена која је као Ромкиња завршила факултет. У годинама 1949. – 1951. радила је у просвети са ромским становништвом у Прешову, од 1961. радила је у културном центру у Усти над Лабом у Чешкој, 1976. – 1980. радила је у савезу Рома у Прагу, 1976. – 1980. радила је у културном центру у Лемешанима а од 1980. је живела као пензионерка у Прешову.

## Стваралаштво
Писала је стихове, приче, позоришне игре у ромском језику чиме је постала првом ромкињом и писцем у Словачкој.

## Оцене
У години 2000. добила је државно признање Реда Људовита Штура III реда од председника Рудолфа Шустера.

## Дело
- , позоришна игра
- , радио игра
- , двојезична књига[2]
- , проза

1. 1 2  „Elena Lacková”. Rom Archive. Приступљено 30. 1. 2025.
2. 1 2  „Elena Lacková”. Monoskop. Приступљено 30. 1. 2025.